# Sée
Sée är en 78 km lång flod i Manche, Normandie, Frankrike, med början nära Sourdeval. Den mynnar ut i bukten Mont Saint-Michel (del av Engelska kanalen) i Avranches, nära mynningen av floden Sélune. En annan stad längs med Sée är Brécey.